# Gare de Vilajuïga
La gare de Vilajuïga (en catalan : estació de Vilajuïga) est une gare ferroviaire espagnole située sur le territoire de la commune de Vilajuïga, dans la comarque de l'Alt Empordà en Catalogne (Province de Gérone). 

## Situation ferroviaire
La gare de Vilajuïga est située au point kilométrique (PK) 258,9 de la ligne Tarragone - Barcelone - Portbou, entre les gares en service de Llançà et de Figueras et la gare fermée de Peralada. Son altitude est de 26,6 mètres.

## Histoire
Cette gare de la ligne de Gérone a été mise en service en 1878, plus précisément le 20 janvier quand la section bâtie par la Compagnie des Chemins de fer de Tarragone à Barcelone et la France (TBF) entre Figueras et Portbou est entrée en service. Bien que le bâtiment ait été conçu pour être provisoire, structurellement différent des autres de la ligne, il a survécu et est toujours préservé aujourd'hui.
En 2016, 10 000 voyageurs ont transité en gare de Vilajuïga.

## Service des voyageurs

### Accueil
La gare possède actuellement deux voies (voies 1 et 2) avec des quais latéraux reliés par un passage sur les voies. Actuellement, la gare ne possède pas de bâtiment voyageurs, il était situé à droite des voies, en direction de Portbou. À l'époque, il y avait des voies latérales qui peuvent être encore observées et une ancienne voie connectée aux autres du côté vers Figueras.

### Desserte
La gare de Vilajuïga est desservie par les trains régionaux de la ligne R11 de Rodalies de Catalogne et les trains de la ligne RG1 de la Rodalia de Gérone.